# Johann Friedrich Bachstrom
Johann Friedrich Bachstrom (también Johann Friedrich Bachstrohm, Jan Fryderyk Bachstrøm,  * 24 de diciembre de 1686 en Rawicz, Polonia-Lituania; † junio de 1742 en Nieśwież, Polonia-Lituania) fue un teólogo, médico y erudito luterano. Vivió en Polonia, Constantinopla, Sajonia y los Países Bajos y escribió una serie de escritos médicos, científicos y educativos, incluso sobre alimentación saludable, y una novela utópica sobre una sociedad con derechos iguales para todos.

## Origen y formación
Bachstrom nació en 1686 hijo de un orfebre luterano alemán en la ciudad de Rawicz, en la Gran Polonia, en la frontera con Silesia. En 1709 asistió al St. Elisabethgymnasium en Breslau.
Desde 1710 Bachstrom estudió teología protestante en Jena con el teólogo moderado Johann Franz Buddeus. Luego trabajó como informante ( tutor privado ) en la parroquia de Stroppen en la Baja Silesia. El consistorio local rechazó una oferta de empleo para él como predicador en el Ducado de Oels.

## Actividades como maestro y predicador
Como resultado de ello, en 1717 recibió el prestigioso puesto de profesor asociado en la escuela de gramática en la ciudad real prusiana de Thorn. Pero después de criticar duramente en repetidas ocasiones las costumbres y condiciones de la ciudad en sus sermones, fue expulsado de la ciudad en 1720. Consiguió un trabajo como párroco en la tradicional parroquia alemana de Wengrow en Mazovia. Durante este tiempo publicó una disertación médica en Copenhague en 1723. En 1724 tuvo que abandonar Wengrow bajo la presión de los jesuitas y se fue a la legación prusiana en Varsovia, donde trabajó como predicador y fue protegido de nuevos ataques. Estuvo involucrado en la investigación de las ejecuciones de Thorn de 1724.
Bachstrom se fue a Constantinopla en 1729, fundó allí una imprenta y trató de difundir las ideas de la Ilustración en una academia. También trabajó en una traducción de la Biblia al turco y abandonó Constantinopla en 1730 o 1731.

## Estudios universales
En los años que siguieron, Bachstrom trabajó en Breslau, Görlitz, Freiberg, Dresden y Leiden, donde aparecieron sus escritos a principios de la década de 1730. Se dedicó a los estudios médicos, teológicos y geológicos. Viajó, visitó y describió las minas de Silesia por su propia cuenta y en 1733 visitó Londres.
En muchas de sus opiniones parece haberse adelantado a su tiempo. Sugirió que a las mujeres se les debería permitir estudiar medicina para convertirse en doctoras. Recomendó clases de natación para la gente de mar. En su escrito El arte de nadar, Bachstrom trata sobre métodos para salvar vidas y describe su invención de un chaleco salvavidas hecho de corcho. 
En uno de sus escritos más famosos, abogó por el uso de frutas y verduras frescas para curar el escorbuto .

## Los inquisidores
En 1736, Bachstrom publicó una novela bajo el seudónimo de A.B.C. en la que describía una sociedad utópica fundada por disidentes religiosos náufragos (los Inquisidores) en la que hay absoluta libertad de religión. La novela parece haberse inspirado en sus propias experiencias en Constantinopla, pero también en novelas francesas e inglesas como Lettres persanes de Montesquieu y Robinson Crusoe de Defoe.

## Arresto y muerte
Desde 1737 Bachstrom trabajó como médico en la corte de la princesa Anna Radziwill en Lituania. Fue encarcelado, presumiblemente por sus puntos de vista liberales sobre la religión. Murió en prisión en Nieśwież (ahora Nyasvizh en Bielorrusia) en junio de 1742. La fecha exacta y la causa de su muerte no están claras.

## Honores
En 1959, el Comité de Nombres de Lugares Antárticos del Reino Unido nombró Punta Bachstrom en la costa suroeste de la Península Antártica en honor a Johann Friedrich Bachstrom.

## Obras (selección)
- Observationes circa scorbutum: ejusque indolem, causas, signa, et curam, institutæ, eorum præprimis in usum, qui Groenlandiam & Indiam Orientis petunt. Leiden, Conrad Wishoff, 1734 ( Johann Friedrich Bachstrom en Internet Archive ).
- Nova aestus marini theoria . Wishoff, Leiden 1734. ( digitalizado )
- Breve y Resuelta Declaración de un Fiel Schweitzer, Respondiendo a la Falsa Acusación de Christiani Democriti, de los Sinceros Protestantes y de los Annihilatoris Ortodoxos, o Aniquilación de La Nueva Creación Microcósmica como Preludio de un Cielo Nuevo y una Tierra Nueva. Frankfurt / Leipzig 1734. urn
- Por doscientos años desconocida, pero ahora descubierta la excelente tierra de los Inquisidores: De la narración de un anciano de esta tierra dichosa, que murió en nuestra región después de una enfermedad prolongada, Después de todos sus usos, costumbres, ordenanzas, adoración, ciencia, artes, ventajas e instituciones circunstanciales descritas y comunicadas a la comunidad para el mejor . Frankfurt / Leipzig 1736 ( Johann Friedrich Bachstrom en Internet Archive ).
- L'Art de Nager, ou invent à l'aide de laquelle on peut toujours se sauver du Naufrage; &, en cas de besoin, fair passer les plus larges Rivières à les Armées entières. Zacharie Chatelain, Amsterdam 1741 ( Johann Friedrich Bachstrom en Internet Archive ).
- El arte de nadar, o invención, por medio del cual uno siempre puede salvarse de un naufragio y, si es necesario, llevar ejércitos enteros a través de los ríos más anchos, Berlín 1742 ( Digitalisat und Volltext  , Johann Friedrich Bachstrom en Internet Archive ).